# Abigaile Johnson
Abigaile Johnson (región de Moravia, República Checa; 11 de noviembre de 1989) es una ex actriz pornográfica checa.

## Biografía
Abigaile Johnson se inició en el cine porno en 2008, poco después de cumplir los dieciocho años. Más en concreto en películas de temática hardcore. Johnson trabajó para diversas productoras europeas, principalmente en República Checa, Hungría y Francia, aunque también en Estados Unidos. Algunos estudios para los que grabó fueron Pure Play Media, Naughty America, Mile High, Reality Kings, New Climax, Hustler, Brazzers, Evil Angel, Woodman Entertainment o Video Art Holland, entre otros.
Se retiró como actriz en 2013 habiendo participado en más de 140 películas, dejando paso a nuevos proyectos como estríper y modelo erótica.
Algunos títulos de su filmografía son Angel Perverse 22, Bachelor Party Orgy, Blow Him and Then You Can Fuck Me 3, I Fucked The Babysitter, Slutty Girls Love Rocco 4 o Teen Lust.